# Comuna Velîki Ozera, Dubrovîțea
Velîki Ozera (în ucraineană Великі Озера) este o comună în raionul Dubrovîțea, regiunea Rivne, Ucraina, formată din satele Rizkî, Șahî, Velîki Ozera (reședința) și Velîkîi Ceremel.

## Demografie
Componența lingvistică a comunei Velîki Ozera
     Ucraineană (99,67%)
     Alte limbi (0,33%)
Conform recensământului din 2001, majoritatea populației comunei Velîki Ozera era vorbitoare de ucraineană (99,67%), existând în minoritate și vorbitori de alte limbi.